# ارپلی
ارپلی (به لاتین: Erpeli) یک منطقهٔ مسکونی در روسیه است که در داغستان واقع شده‌است.